# Rdobrada
Rdobrada (rđobrada, oštrica, lat. Dactylis), rod korisnih trajnica iz porodice Gramineae. Postoje dvije priznate vrste.
Obična rdobrada i nekoliko njezinih podvrsta raste i u hrvatskoj, među kojima španjolska rdobrada, D. glomerata subsp. hispanica (Roth) Nyman, šumska oštrica, D. glomerata subsp. lobata.(Drejer) H.Lindb.

## Vrste
1. Dactylis glomerata L.
2. Dactylis smithii Link